# Берёзовый Мост
Берёзовый Мост — посёлок в Саткинском районе Челябинской области России. Входит в состав Саткинского городского поселения.

## География
Находится в верховьях реки Сарайки, примерно в 5 км к северо-востоку от районного центра города Сатки, на высоте 460  метров над уровнем моря.

## История
Основан в 1929 году (по другим данным — в 1935 году) при подсобном хозяйстве Саткинского чугуноплавильного завода. Топоним происходит от названия моста через реку, построенного из берёзовых брёвен. Первоначально в посёлке размещалась полеводческая бригада «Экономия», затем бригада пятого отделения совхоза «Медведевский». В данный момент располагается участок сельскохозяйственного предприятия АО «Малый Бердяуш».

## Население
| 2002 | 2010 |
| ---- | ---- |
| 70   | ↗89  |

Гендерный состав
По данным Всероссийской переписи, в 2010 году проживало 37 мужчин и 52 женщины из 89 человек.

## Уличная сеть
Уличная сеть посёлка состоит из 2 улиц.